# Балка Гончари
Балка Гончари (охоронна зона 30 м) — ботанічний заказник місцевого значення. Об'єкт розташований на території Новомиколаївського району Запорізької області, в польовому сівообігу №1, село Веселий гай.
Площа — 2,2 га, статус отриманий у 1992 році.